# Ключ Саламандри
Ключ Саламандри (рос. Ключ Саламандры) — російський пригодницький бойовик 2011 року.

## Сюжет
Вчені, досліджуючи саламандру, знайшли спосіб, що дозволяє отримати безсмертя за допомогою регенеруючих клітин тварини. Так званий «Ключ саламандри». Інформація про це відкриття потрапляє в газети і на телебачення. Увагу поліції привертає низка смертей і пропажі людей. Пропадає ціла міжнародна наукова експедиція на острові в Південно-Східній Азії. Рятувальна група, спрямована на пошуки вчених, знаходить сліди лабораторії, де проводилися досліди над тваринами і людьми.

## У ролях
| Актор             | Роль        |
| ----------------- | ----------- |
| Рутгер Гауер      | Гант        |
| Майкл Медсен      | Рік         |
| Федір Ємельяненко | Федір       |
| Павло Делонг      | Іванич      |
| Кім Бо Сунг       | Чжан Хен Ву |
| Олексій Горбунов  | генерал ФСБ |
| Валерій Ніколаев  | Кот         |
| Валерій Соловйов  | Вадим       |
| Олег Чернов       | Тихий       |
| Анна Геллер       | Марія       |